# Ordina Open 1994
L'Ordina Open 1994 è stato un torneo di tennis giocato sull'erba.   
È stata la 5ª edizione del torneo, che fa parte della categoria World Series
nell'ambito dell'ATP Tour 1994.
Il torneo si è giocato a  Rosmalen, vicino 's-Hertogenbosch nei Paesi Bassi,dal 6 al 13 giugno 1994.

## Campioni

### Singolare
Richard Krajicek ha battuto in finale  Karsten Braasch con il punteggio di 6–3, 6–4

### Doppio
Stephen Noteboom /  Fernon Wibier hanno battuto in finale  Diego Nargiso /  Peter Nyborg con il punteggio di 6–3, 1–6, 7–6